# クライムズ・オブ・ザ・フューチャー
『クライムズ・オブ・ザ・フューチャー』（原題：Crimes of the Future）は、2022年に公開されたカナダとギリシャの合作によるSF映画。デヴィッド・クローネンバーグ監督。PG-12指定。第75回カンヌ国際映画祭コンペティション部門に出品された際、退出者が続出し、賛否両論を呼んだ。
なお、クローネンバーグは1970年に原題が同じ映画『クライム・オブ・ザ・フューチャー/未来犯罪の確立』（Crimes of the Future）を制作しているが無関係で、そのリメイクでもない。
PG-12指定だが主演女優のヘアヌードや他の出演女優の全裸シーンがある。

## あらすじ
近未来。人類は痛みの感覚を失って自分や恋人の身体を傷つける行為を喜び、何世代も前の建物や擦り切れた家具の中で退廃的に生きていた。様々な未知の臓器が身体に発生する者が増え、それが遺伝して人が人間でなくなることを危惧した政府は、“新”臓器登録の制度化を計画中だった。
加速進化症候群で多くの臓器が生まれるソール・テンサーは、公開手術で臓器を摘出するアーティストとして名声を得ていた。その一方で常に体調が悪く、夢の中で痛みを感じる稀な体質のソールは、睡眠や食事も機械に頼らざるを得ず、“新”臓器を憎んで、進化推奨派の動きを密かに政府に伝えるスパイ活動を行っていた。
そんなソールに接触して来るラング。彼は、人間がプラスチックや産業廃棄物を食べるよう進化することを理想とする組織のリーダーだった。政府はそのような進化を許さなかったが、ラングの息子ブレッケンは生まれながらにプラスチックを食べる最初の人類だった。しかし、ブレッケンを産んだ母親には、そんな息子が怪物にしか見えず、ついに我が子を殺してしまった。
プラスチックを食べるブレッケンの臓器はどのような物か、ソールの公開手術で解剖して欲しいと依頼するラング。公的機関に任せては、プラスチック食を認めない政府によって事実が闇に葬られてしまうのだ。しかし、公開で切開されたブレッケンの内臓は、腐り爛(ただ)れたような醜い状態に加工されていた。実はブレッケンの遺体は、父親も知らぬ間に政府の手に渡り、見た人々が嫌悪感を抱くよう処置されたのだ。
ラングを暗殺するライフフォーム・ウェア社の修理係たち。ソールのように睡眠や食事が困難な人々を高価なマシンでサポートしているライフフォームは、政府と同様に人類の進化を恐れ、進化推奨派の主要メンバーを密かに抹殺し続けていた。
新たな臓器の影響か食事を取れなくなり、ラングが作った合成のチョコバーを食べるソール。そのチョコバーは、人体改造手術によってプラスチック食が可能になった人々の食べ物で、一般の人間には猛毒だった。しかし、チョコバーを飲み込んだソールは至福の表情を浮かべ、食事のサポートマシンは急停止した。

## キャスト
- ソール：ヴィゴ・モーテンセン[6]
- カプリース：レア・セドゥ[6]
- ティムリン：クリステン・スチュワート[6]
- ラング：スコット・スピードマン